# Jugando Conmigo (álbum)
Jugando conmigo, es el nombre del tercer álbum de estudio del cantautor venezolano de pop Yordano, Fue publicado por Sonografica en 1986.

## Lista de temas
1. Muñeca De Lujo
2. Días De Junio
3. Lejos
4. Sin Quererlo
5. Triste Historia
6. Con Ella No Hay Salida Fácil
7. Aquí Viene La Noche
8. Perla Negra
9. Otra Madrugada
10. Háblame De Amor